# Ilja Prokofjevič Aleksejenko
Ilija Prokofjevič Aleksejenko (rusko Илья Прокофьевич Алексеенко), sovjetski general, * 1899, † 1941.

## Življenjepis
Med letoma 1937 in 1938 je bil poveljnik 28. mehaniziranega polka, nato poveljnik 9. tankovskega polka (1938-39), 11. tankovske brigade (1939-40), 17. tankovske divizije (1940-41) in 5. mehaniziranega korpusa.